# Dominique Rocheteau
Dominique Rocheteau (* 14. Januar 1955 in Saintes) ist ein ehemaliger französischer Fußballspieler.

## Vereinskarriere
Der Außenstürmer Rocheteau begann seine Karriere 1972 bei AS Saint-Étienne, einem der Spitzenclubs der 1970er Jahre. Seine ersten Spiele als Profi bestritt er in der Saison 1973/74, wo er auf Anhieb Französischer Meister wurde, allerdings ebenso wie bei der Titelverteidigung in der Folgesaison – und auch nicht bei den beiden Pokalsiegen der Stéphanois 1974 und 1975 – noch nicht zur Stammelf gehörte. Das gelang ihm erst 1975/76, als die „Grünen“ (Les Verts) aus Saint-Étienne ihren dritten Titel in Folge holten. In dieser Zeit bekam er von den Fans und der Presse den Beinamen „Der grüne Engel“. Sein größter Erfolg in diesen Jahren war das Erreichen des Finales im Europapokal der Landesmeister gegen den FC Bayern München 1976, das der französische Club mit 0:1 verlor. Außerdem debütierte er 1975 in der Nationalelf.
1980 wechselte er zum Hauptstadt-Club Paris Saint-Germain, mit dem er 1986 erneut französischer Meister und außerdem zweimal Pokalsieger (1982 und 1983) wurde. Von 1987 bis 1989 spielte er noch zwei Jahre, bis zum Ende seiner aktiven Laufbahn, beim FC Toulouse.
Obwohl Rocheteau eher durch seine Flankenläufe und Vorlagen glänzte, war er doch auch enorm torgefährlich. Er rangierte in der französischen Torjägerliste der Division 1 mehrfach weit vorne: 1978/79 auf Platz 4 (21 Treffer), 1980/81 Platz 7 (16), 1984/85 Platz 6 (15), 1985/86 Platz 2 (19). Insgesamt hat er außerdem 32 Europapokalspiele absolviert und dabei 6 Tore erzielt (21/3 für Saint-Étienne, 11/3 für PSG).

## Nationalspieler
Zwischen September 1975 und Juni 1986 bestritt Dominique Rocheteau 49 Länderspiele für die Französische Fußballnationalmannschaft (16 als Spieler von Saint-Étienne, 33 von PSG) und erzielte dabei 15 Tore. Mit der Equipe Tricolore qualifizierte er sich für die WM 1978 in Argentinien, wo eine junge Generation französischer Fußballspieler – z. B. wie sein gleichaltriger Vereinskollege Michel Platini oder Patrick Battiston und Didier Six – erstmals für Aufmerksamkeit sorgte. Rocheteau wurde bei dieser WM unter Trainer Michel Hidalgo Stammspieler und war dies auch vier Jahre später bei der WM 1982 in Spanien, als Frankreich bis ins Halbfinale vorstieß und nur sehr unglücklich durch Elfmeterschießen gegen Deutschland ausschied. 
1984 gelang ihm auch ein Titelgewinn mit Les Bleus, als Frankreich Fußball-Europameister wurde. Seine dritte WM spielte er 1986 in Mexiko: wieder kam Frankreich bis ins Halbfinale, wo es aber erneut gegen Deutschland ausschied. Für Rocheteau war bereits nach dem Viertelfinale gegen Brasilien Schluss und seine internationale Karriere damit beendet.

## Palmarès
- Französischer Meister: 1974, 1975, 1976 (mit Saint-Étienne), 1986 (mit Paris Saint-Germain)
- Französischer Pokalsieger: 1974, 1975 (mit Saint-Étienne), 1982, 1983 (mit Paris Saint-Germain)
- Europapokal der Landesmeister: Finalist 1976
- 49 A-Länderspiele, 15 Tore
- Europameister 1984 und WM-Dritter 1986
- dreifacher WM-Teilnehmer (1978–1986), 9 Spiele und 4 Tore